# Lissabon (distrikt)
Lissabon er et distrikt i Portugal, som ligger midt på landets vestkyst. Distriktets hovedby er Lissabon, som også er landets hovedstad. 

## Kommuner
I distriktet findes 16 kommuner: 
- Alenquer Kommune
- Amadora Kommune
- Arruda dos Vinhos Kommune
- Azambuja Kommune
- Cadaval Kommune
- Cascais Kommune
- Lissabon Kommune
- Loures Kommune
- Lourinhã Kommune
- Sobral de Monte Agraço Kommune
- Mafra Kommune
- Odivelas Kommune
- Oeiras Kommune
- Sintra Kommune
- Torres Vedras Kommune
- Vila Franca de Xila Kommune

38°42′N 9°11′V / 38.7°N 9.18°V